# 8039 Grandprism
A 8039 Grandprism (ideiglenes jelöléssel 1993 RB16) a Naprendszer kisbolygóövében található aszteroida. Henri Debehogne és Eric Walter Elst fedezte fel 1993. szeptember 15-én.